# 根崎温泉
根崎温泉（ねさきおんせん）とは、北海道函館市根崎町（旧銭亀沢村）の温泉である。

## 概要
1912年（大正元年）8月、吉川太郎吉が掘り当てた温泉。このことがきっかけにより当地が漁村から温泉街に変化した。1933年（昭和8年）には湯の川温泉とともに、湯の川・根崎温泉座談会を組織して温泉街の振興に務めてきた。
鉄道省が編集した『温泉案内』によれば、厳密には湯の川温泉、根崎温泉と名は異なるが、松倉川を挟んでいるだけで一つの温泉地。『函館・道南大事典』では松倉川以東にある根崎町の温泉であり、湯の川温泉と混同されているが本来は別のものとしている。小樽新聞社が選定した「北海道三霊泉」の一つで、函館市熱帯植物園内に1930年（昭和5年）建立の石碑が残っており、温泉井戸は同園内にある。

## 泉質
- アルカリ食塩泉
- 82℃